# Močové cesty

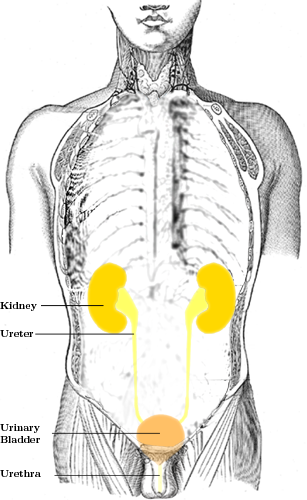
schematické znázornění ledvin a močových cest

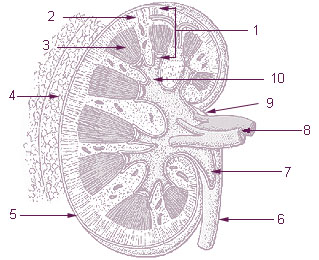
řez ledvinou
1.- parenchym ledviny
2.- kůra ledviny
3.- dřeň ledviny
6.- močovod
7.- ledvinová pánvička
9.- ledvinová branka
10.- velký ledvinový kalíšek

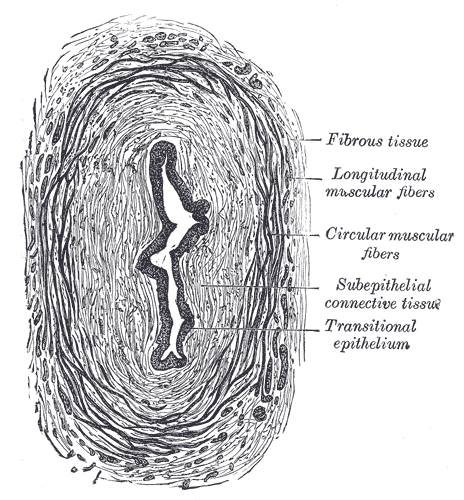
řez močovodem

Močové cesty (močová soustava) je souhrnný název pro soustavu dutých orgánů, které odvádějí moč z těla do vnějšího prostředí. Začínají už v samotném parenchymu ledviny a pokračují až k vyústění močové trubice.

## Intrarenální močové cesty
Intrarenální močové cesty, tedy ty, které jsou umístěné uvnitř tkáně ledviny, navazují přímo na nefrony, ve kterých vzniká moč. Představují trubičky mikroskopických rozměrů, které procházejí z kůry ledviny směrem do dřeně.
- Sběrací ledvinové kanálky (lat. tubuli renales colligentes) jsou velmi tenké, jen 60 μm široké kanálky, které navazují na vyústění nefronů (přesněji na jejich spojovací segmenty). Sběrací kanálky vznikají spojením 5-10 spojovacích segmentů v kůře ledviny, pak pokračují do dřeně.

- Papilární vývody (lat. ductuli papillares) vznikají sléváním sběracích kanálků. Jsou široké 200 - 400 μm a ústí na vrcholu ledvinové papily do malého ledvinového kalíšku.

## Extrarenální močové cesty
Extrarenální močové cesty jsou umístěné mimo tkáň ledviny. Z větší části jsou vystlané přechodným epitelem, tzv. urotelem, který je typickou výstelkou právě močových cest.
- malé ledvinové kalíšky (lat. calices renales minores) nasedají jako nálevka na ledvinovou papilu, postupně se zužují a jejich stopky se spojují do velkých ledvinových kalíšků.

- velké ledvinové kalíšky (lat. calices renales majores) navazují na malé kalíšky; dva nebo tři velké kalíšky se dále spojují v ledvinovou pánvičku.

### Ledvinová pánvička
Ledvinová pánvička je dutina uložená v ledvinové jamce a je obalena tukem. Její stěna je tvořena sliznicí s urotelem a vrstvou hladké svaloviny a slouží jako první, nízkokapacitní jímka na moč přitékající z ledvin. Směrem k ledvinové brance se ledvinová pánvička zužuje a přechází do močovodu.

### Močovod
Močovod je dlouhá, tenká trubice s tuhou stěnou, která odvádí moč z ledvinové pánvičky do močového měchýře. Jejich stěna obsahuje dvě vrstvy hladké svaloviny, která se rytmicky stahuje v obdobě perilstatických pohybů např. jícnu při polykání - moč je tak aktivně přečerpávána z ledvin pryč.

### Močový měchýř
Močový měchýř je roztažitelný orgán zhruba hruškovitého tvaru, který slouží jako rezervoár moče. Moč neustále přitéká močovody, které ale ústí do močového měchýře pod ostrým úhlem a tlak naplněného měchýře je automaticky uzavírá - předchází se tak zpětnému toku moče zpět do ledvin. Ve stěně močového měchýře je hladká svalovina, která slouží k usnadnění vyprazdňování.
Krček močového měchýře přechází do ústí močové trubice.

### Močová trubice
Posledním úsekem vývodných močových cest je močová trubice. Odvádí moč z močového měchýře a příčně pruhovaný sval v její stěně slouží jako svěrač k udržení moči. U mužů odvádí také ejakulát.
U žen je močová trubice krátká a ústí ve vulvě před poševním vchodem, u mužů je výrazně delší a ústí na vrcholu penisu.